# Carlo Aldini
Carlo Aldini (Pieve Fosciana, 6 maggio 1894 – Bologna, 21 marzo 1961) è stato un attore e produttore cinematografico italiano.

## Carriera
La sua carriera cinematografica ha inizio nel 1920, in La 63 - 7157, diretto da Salvo Alberto Salvini e si conclude nel 1930, dirigendo ed interpretando Im Kampf mit der Unterwelt, film di sua produzione. Negli anni venti fonda a Berlino la "Aldini-Film GmbH", collaborando con Luigi Romano Borgnetto.

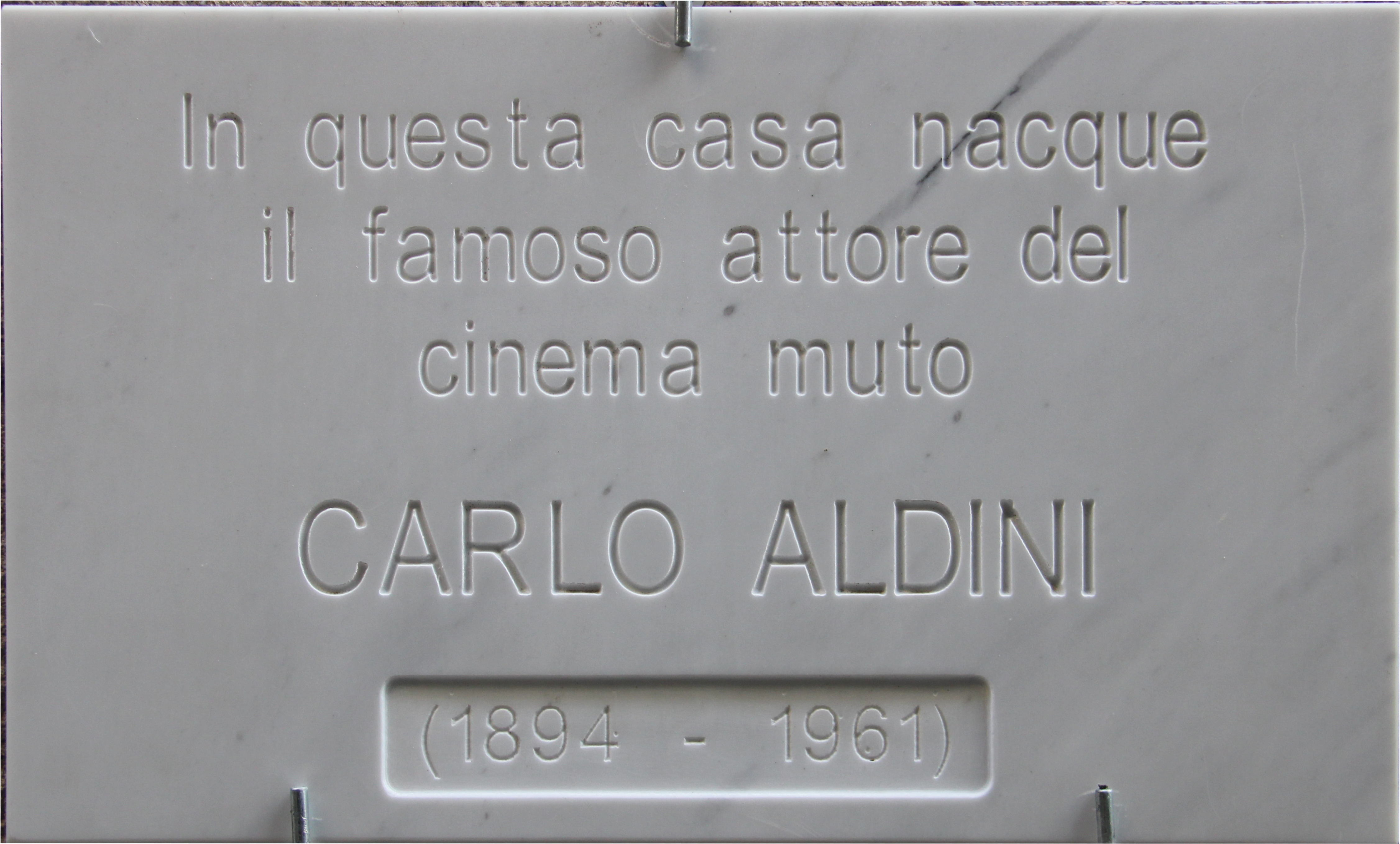
Lapide commemorativa a Pieve Fosciana

## Filmografia
- La 63 - 7157, regia di Salvo Alberto Salvini (1920)
- Il segreto della Diamond & C., regia di Giuseppe Guarino (1921)
- Ajax, regia di Raimondo Scotti - cortometraggio 1921)
- Tetuan, il galeotto detective, regia di Luigi Romano Borgnetto (1921)
- Il più celebre ladro del mondo, regia di Raimondo Scotti (1921)

- I conquistatori del mondo, regia di Guido Brignone (1922)
- Il segreto del morto, regia di Luigi Romano Borgnetto (1922)
- Le perle di Cleopatra, regia di Guido Brignone (1922)
- Per guadagnare cento milioni, regia di Mario Roncoroni (1922)
- La fuga di Socrate, regia di Guido Brignone (1923)
- La caduta di Troia (Helena), regia di Manfred Noa (1924)
- Gentleman auf Zeit, regia di Karl Gerhardt (1924)
- Dreiklang der Nacht, regia di Karl Gerhardt (1924)
- Nick, der König der Chauffeure, regia di Carl Wilhelm (1925)
- Der Kampf gegen Berlin, regia di Max Reichmann (1926)
- Jagd auf Menschen, regia di Nunzio Malasomma (1926)
- Einer gegen alle, regia di Nunzio Malasomma (1927)
- L'uomo senza testa (Der Mann ohne Kopf), regia di Nunzio Malasomma (1927)
- Dva pekelné dny, regia di William Karfiol (1928)
- Die Abenteurer G.m.b.H., regia di Fred Sauer (1929)
- Das verschwundene Testamant, regia di Rolf Randolf (1929)
- Pancérové auto, regia di Rolf Randolf (1930)
- Wer hat Bobby gesehen?, regia di Rolf Randolf (1930)
- Im Kampf mit der Unterwelt, regia di Carlo Aldini (1930)
- Tempo, Carlo, Tempo, regia di Phil Jutzi - cortometraggio (1934)
- Carlos schönstes Abenteuer, regia di Phil Jutzi - cortometraggio (1934)